# Domitia cervina
Domitia cervina är en skalbaggsart som beskrevs av Hintz 1913. Domitia cervina ingår i släktet Domitia och familjen långhorningar.
Artens utbredningsområde är:
- Angola.
- Gabon.

Inga underarter finns listade i Catalogue of Life.